# El Capitan, Arizona
El Capitan je naseljeno područje za statističke svrhe u američkoj saveznoj državi Arizona. Prema popisu stanovništva iz 2010. u njemu je živjelo 37 stanovnika.